# Furiosa: De la saga Mad Max
Furiosa: Una saga de Mad Max (títol original en anglès, Furiosa: A Mad Max Saga) és una pel·lícula d'aventures i acció postapocalíptica australià-estatunidenc dirigida per George Miller a partir d'un guió coescrit amb Nico Lathouris. Serveix com un spin-off i una preqüela que ocorre 15 anys immediatament abans de Mad Max: fúria a la carreterai serà la cinquena pel·lícula de la franquícia Mad Max, centrat en els orígens de Furiosa. Protagonitzada per Anya Taylor-Joy com el personatge titular Furiosa amb Chris Hemsworth, Alyla Browne i Tom Burke. S'ha doblat i subtitulat al català.
El març de 2020, Miller va realitzar audicions de càsting per al paper principal de la pel·lícula. A l'octubre, Taylor-Joy, Hemsworth i Yahya Abdul-Mateen II van ser triats per a papers protagonistes, però a causa d'un conflicte de programació, Abdul-Mateen va ser reemplaçat per Burke al novembre. Diversos membres de l'equip de Fury Road van tornar per a la pel·lícula, inclòs el guionista Lathouris, l'editora de cinema Margaret Sixel, la dissenyadora de vestuari Jenny Beavan i el compositor Junkie XL. La fotografia principal es va dur a terme a Austràlia de juny a octubre de 2022.
Produïda per Warner Bros. Pictures, Furiosa s'estrenarà als cinemes dels Estats Units el 24 de maig de 2024.

## Premissa
Mentre el món cau, la jove Furiosa és arrabassada del Lloc Verd de Moltes Mares i cau en mans d'una gran Horda de Motociclistes liderada pel Senyor de la Guerra Dementus. Recorrent Wasteland es troben amb la Ciutadella presidida per Immortan Joe. Mentre els dos tirans lluiten pel domini, Furiosa ha de sobreviure a moltes proves mentre reuneix els mitjans per a trobar el camí a casa.

## Actors
- Anya Taylor-Joy com a Furiosa
- Chris Hemsworth és Warlord Dementus
- Tom Burke
- Alyla Browne
- Nathan Jones com Rictus Erectus
- Angus Sampson com The Organic Mechanic
- Quaden Bayles
- Daniel Webber és un Mitja vida
- Lachy Hulme